# Sus ahoenobarbus
Sanglier de Palawan, Sanglier géant de Palawan
Pour les articles homonymes, voir Sanglier géant.
Espèce
Statut de conservation UICN

NTB1ab(v) : Quasi menacé
Sus ahoenobarbus, le Sanglier de Palawan ou Sanglier géant de Palawan, est une espèce de mammifères de la famille des Suidae, endémique des Philippines, et plus précisément de l'île de Palawan et des îles environnantes (dans les forêts pluviales de Palawan). C'est un gros sanglier qui se plaît dans une large gamme d'habitats. Il s'agit d'une espèce quasi menacée selon l'Union internationale pour la conservation de la nature (UICN), à cause de la chasse, de la dégradation de l'habitat, et du croisement possible avec les cochons domestiques.

## Description

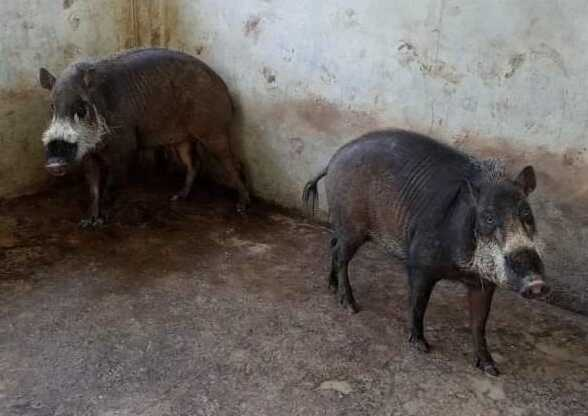
Couple de sangliers de Palawan.

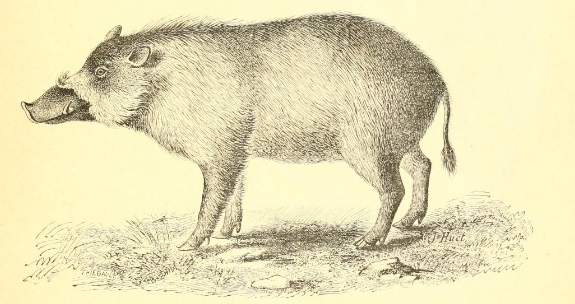
Dessin de Sus ahoenobarbus par Joseph Huet.

En 1888, le zoologiste français Joseph Huet décrit l'espèce ainsi :

« Ce qui sépare le Sus ahoenobarbus du S. barbatus, c'est principalement le crâne qui est beaucoup plus allongé chez ce dernier que dans l'espèce de Palauan ; cette différence, à elle seule, serait déjà, pour des animaux adultes tous deux, un caractère qui pourrait être pris en considération ; mais à ces proportions différentes, vient s'en ajouter une autre qui ne laisse aucun doute sur l'établissement d'une espèce. En effet, chez le S. ahoenobarbus, en arrière des boutoirs et y attenant, on observe à la mâchoire supérieure, et de chaque côté, une espèce de gouttière formée par le repli de l'os maxillaire qui se relève ; chez le S. barbatus, ce caractère n'existe pas et l'os maxillaire est droit sur toute sa longueur.
La dernière molaire supérieure est longue, étroite en arrière, plus large en avant, sa couronne est formée de replis vermiformes, qui laissent voir trois espaces irréguliers d'aspect, où l'émail manque : la dernière molaire inférieure est presque aussi large en arrière qu'en avant, elle porte à sa couronne trois mamelons divisés par des replis.
Si nous examinons maintenant les caractères extérieurs, nous voyons que le nez, les lèvres supérieures et le menton sont revêtus de poils courts clairsemés et qu'ils sont noirs ; au-dessus et en avant des yeux, on observe une bande de poils très gros, durs et de couleur d'ocre dans la plus grande partie de leur longueur et noirâtres à la base ; cette bande se rétrécit sur les côtés du nez pour former une ligne qui passe sous les yeux, où elle s'élargit de nouveau et s'étale sur les joues, jusqu'à l'angle postérieur de la mâchoire inférieure ; là les poils forment des espèces de favoris courts ; en avant de la bande jaune du nez et de chaque côté, un peu en arrière des boutoirs, on voit deux touffes de poils très gros et durs, ils sont coquillés ou frisés en arrière ; la gorge, le tour des yeux, le front, le sommet de la tète, le cou, le corps et les pattes sont revêtus de poils noirs clairsemés ; à partir du sommet de la tête, on observe une espèce de crinière formée de poils assez longs ; ils sont noirs dans la plus grande partie de leur longueur, mais sur la ligne médiane du cou, quelques-uns d'entre eux ont leur pointe jaunâtre ; à partir des épaules, cette crinière se continue sur le dos ; la pointe des poils est noire comme le reste.
La queue est assez grande, elle est garnie de poils noirs, longs, surtout sur sa ligne médiane et s'allongent de plus en plus en arrivant à son extrémité, où ils forment là un véritable pinceau aplati.
Les oreilles sont petites, elles se terminent en pointe et elles sont couvertes en dessus de poils de même couleur que le corps, en dedans elles sont presque nues. »

La longueur totale du corps, du groin à la queue comprise, est de 1,42 m.

## Répartition

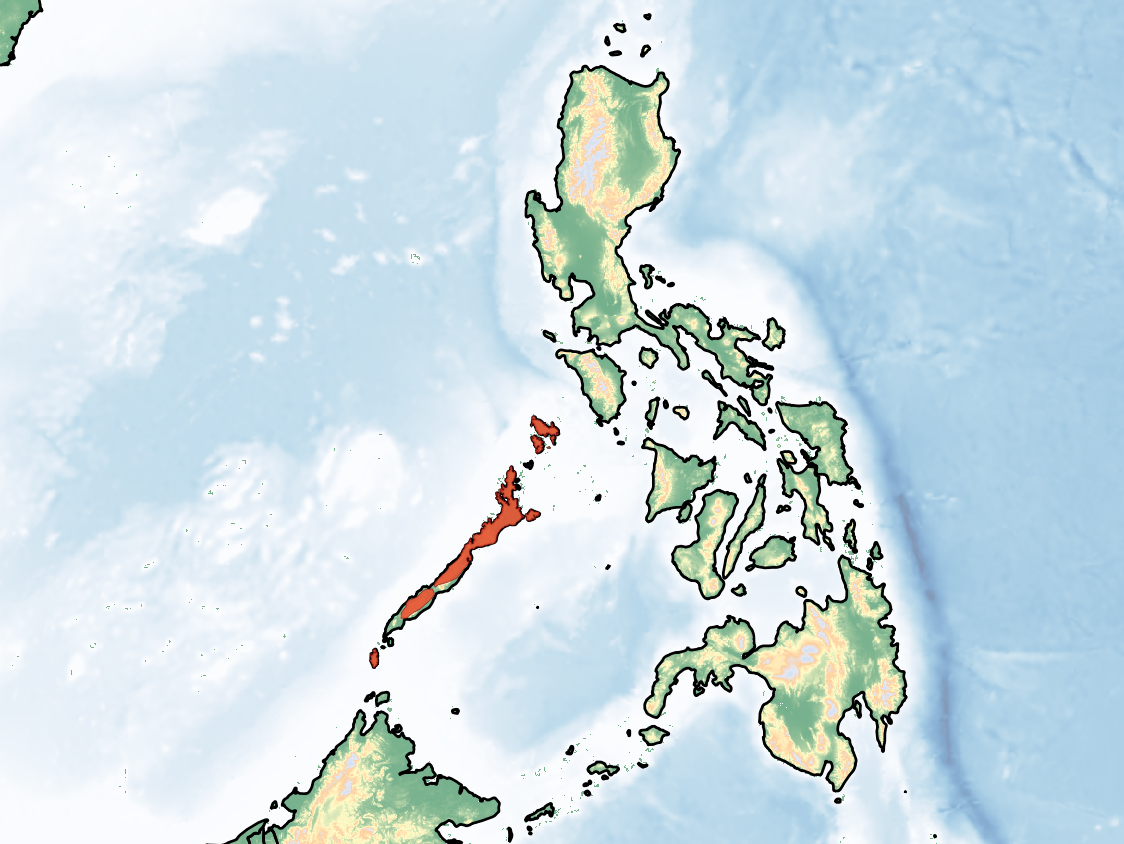
Aire de répartition (en rouge) de l'espèce.

C'est une espèce endémique de la région faunistique de Palawan, aux Philippines, à la limite nord-est du Sundaland. Elle est présente sur l'île principale de Palawan, ainsi que sur certaines de ses plus grandes îles satellites : Balabac, Bugsuk, Busuanga, Calauit, Coron, Culion, Dumaran, Linapacan, Pandanan. Elle a également été enregistrée sur certaines petites îles proches de l'île principale de Palawan, mais il n'est pas sûr que les populations y soient permanentes. Des fossiles de la fin du Pléistocène ont été trouvés à Quezon dans le sud de Palawan, ainsi qu'à El Nido, dans le nord de Palawan, de la fin du Pléistocène à la fin de l'Holocène,.

## Habitat

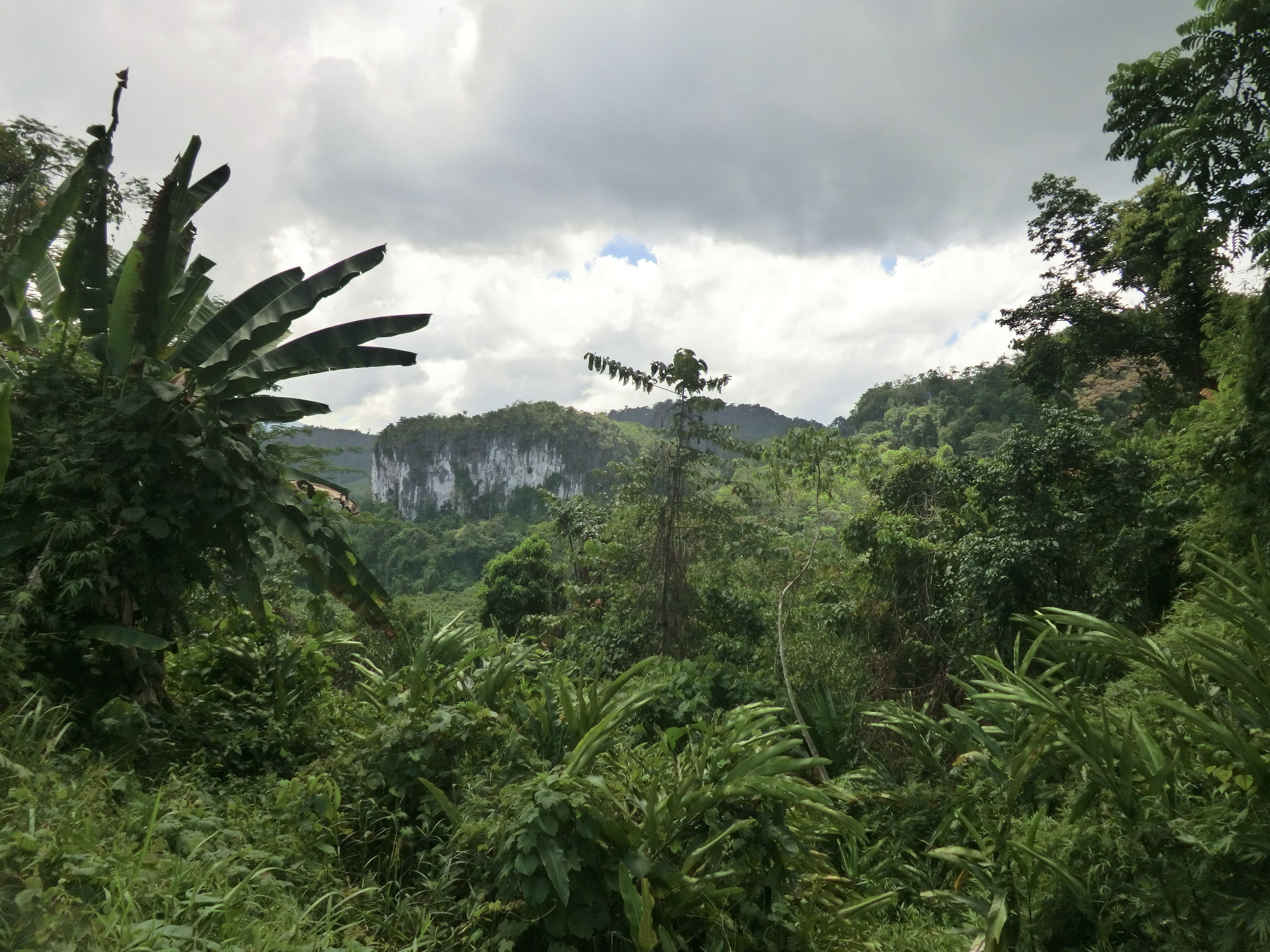
Paysage de forêt à Palawan, habitat de l'espèce.

L'espèce vit dans des forêts contiguës et fragmentées, du niveau de la mer, à la forêt de montagne jusqu'à 1 500 m d'altitude, ainsi que dans des zones cultivées. Elle est encore relativement commune dans les forêts des chaînes de montagnes de Mantalingahan, Victoria/Anepahan et Pagdanan, comme l'attestent les traces fréquentes d'alimentation. Jusqu'à récemment, le Sanglier était commun dans les mosaïques de prairies et de forêts à Calauit. La présence de l'espèce dans les prairies est reflétée par le nom local baboy damo, qui signifie « porc d'herbe ». L'espèce est recensée dans toutes les forêts de Palawan, dont les forêts montagnardes, de colline et de plaine, ultramafiques, calcaires et de mangrove à feuilles persistantes et semi-persistantes. Les zones humides sont régulièrement fréquentées, en particulier celles situées à l'intérieur ou en bordure des zones forestières.

## Systématique

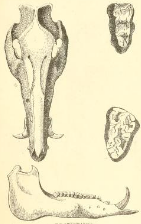
Illustration par Joseph Huet : crâne de face ; mâchoire inférieure ; dernière molaire de la mâchoire supérieure (en haut à droite) ; dernière molaire de la mâchoire inférieure (à droite au centre).

L'espèce est décrite en premier en 1888 par le zoologiste français Joseph Huet, qui la classe dans le genre Sus sous le nom binominal Sus ahoenobarbus, en même temps que Sus marchei.
Sus ahoenobarbus est une espèce monotypique limitée à la région faunistique de Palawan aux Philippines, qui diffère génétiquement de Sus barbatus, dont elle a pu être considérée comme une sous-espèce, dans une étude de 2005 qui indique une relation plus étroite avec Sus cebifrons, tandis que la morphologie et le nombre de chromosomes indiquent une relation plus étroite avec S. barbatus. L'hybridation entre S. barbatus et S. cebifrons peut être une explication possible des similitudes ; cependant, jusqu'à ce que des recherches supplémentaires soient entreprises, la phylogénie de l'espèce reste non résolue,.
Sus ahoenobarbus a pour synonymes :
- Sus balabacensis Forsyth Major, 1897[8]
- Sus barbatus ahoenobarbus Huet, 1888[8]
- Sus barbatus ahoenobarbus Groves, 1981[9]
- Sus barbatus balabacensis Forsyth Major, 1897[9]
- Sus barbatus var. palavensis Nehring, 1889[9]
- Sus calamianensis Heude, 1892[8],[9]
- Sus palavensis Nehring, 1889[8]

## Menaces
L'espèce reste relativement bien répartie mais de façon inégale. Bien qu'elle soit encore localement commune dans certaines régions, elle est en déclin à cause de la dégradation de son habitat et de la forte pression de la chasse dans de nombreuses régions.
Le Sanglier de Palawan est le plus grand survivant de la mégafaune de Palawan, ce qui en fait une cible de choix pour la chasse, tant pour la subsistance que pour le commerce de viande de brousse. Une méthode de chasse traditionnelle encore pratiquée dans les régions les plus reculées est l'utilisation de collets faits de lourds troncs de palmiers et de pointes de bambou placés à la hauteur des épaules des porcs, ce qui sert à la fois à sécuriser la viande, mais qui a servi aussi, dans le passé, à dissuader les intrusions d'humains. Les chiens sont couramment utilisés pour acculer les porcs, qui sont ensuite abattus avec des fusils de faible puissance, ou transpercés par de courtes tiges de bambou munies de pointes de fer détachables. Les « bombes à cochons », souvent constituées d'une patate douce découpée et remplie d'explosifs, d'éclats de verre, de porcelaine ou de métal ainsi que d'une gâchette, sont utilisées à la fois pour dissuader les sangliers de s'attaquer aux champs et pour sécuriser la viande. Une fois que les porcs mordent à l'appât, l'explosif explose, causant aux mâchoires de graves blessures presque toujours, mais généralement pas immédiatement, mortelles
Bien que la plupart du gibier sert pour la subsistance, il existe également un commerce considérable de viande de brousse à Palawan. Autrefois, la viande était souvent troquée contre des marchandises, mais de plus en plus, des intermédiaires et des collectionneurs achètent des produits de la faune sauvage à intervalles réguliers, notamment de la viande de sanglier. Les restaurants des zones rurales, mais aussi de la capitale provinciale Puerto Princesa, étaient connus pour proposer de la viande de sanglier sur leur menu. En 2006, le prix de la viande de brousse était le double de celui des porcs domestiques.
Il arrive également que des marcassins vivants soient commercialisés. Les Sangliers de Palawan seraient détenus comme animaux de compagnie dans la province ou, comme les cochons domestiques, seraient élevés jusqu'à l'âge adulte avant d'être abattus.
Les porcs domestiques évoluent souvent en liberté dans les mêmes lieux que les sangliers, et des porcs vietnamiens ont été introduits dans une zone du nord de Palawan. L'hybridation avec les porcs domestiques est un problème pour d'autres espèces de sangliers aux Philippines, mais on ne sait pas si cela s'est déjà produit à Palawan.

## Conservation
L'espèce est légalement protégée par la législation philippine sur la protection de la vie sauvage, qui comprend toute une série de lois concernant la région de Palawan. Cependant, la mise en œuvre de cette législation est généralement mal appliquée dans la plupart des zones, y compris dans certaines zones protégées. Selon l'UICN (12 février 2022), les exigences prioritaires comprennent donc une mise en œuvre plus efficace de la législation existante, et l'ajout de nouvelles zones protégées au sein des zones clés, si possible conçues pour permettre un plus grand contrôle de gestion par les autorités gouvernementales locales que ce n'est le cas dans le système national de zones protégées existant.